# Microlinyphia
Microlinyphia Gerhardt, 1928 è un genere di ragni appartenente alla famiglia Linyphiidae.

## Distribuzione
Le 11 specie oggi note di questo genere sono state rinvenute in America settentrionale, Africa, Europa e Asia.

## Tassonomia

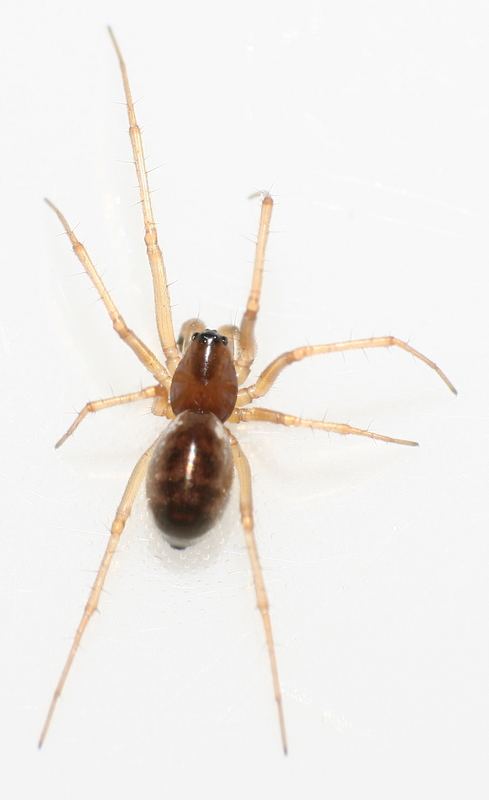
Microlinyphia pusilla, vista dorsale

Rimosso dalla sinonimia con Linyphia Latreille, 1804, a seguito di un lavoro di Wiehle del 1956. Considerato invece sinonimo anteriore di Pusillia Chamberlin & Ivie, 1943, a seguito di uno studio sugli olotipi di Linyphia mandibulata Emerton, 1882, effettuato nel 1956 dallo stesso Wiehle.
Infine è anche sinonimo anteriore di Bonnetiella Caporiacco, 1949, secondo uno studio di van Helsdingen del 1970 effettuato sugli olotipi di Bonnetiella singularis Caporiacco, 1949.
Dal 2009 non sono stati esaminati esemplari di questo genere.
A giugno 2012, si compone di 11 specie e due sottospecie:
- Microlinyphia aethiopica (Tullgren, 1910) — Africa orientale
- Microlinyphia cylindriformis Jocqué, 1985 — Isole Comore
- Microlinyphia dana (Chamberlin & Ivie, 1943) — USA, Canada, Alaska
- Microlinyphia delesserti (Caporiacco, 1949) — Tanzania, Uganda, Congo
- Microlinyphia impigra (O. P.-Cambridge, 1871) — Regione olartica
- Microlinyphia johnsoni (Blackwall, 1859) — Madeira, Isole Canarie
- Microlinyphia mandibulata (Emerton, 1882) — USA
  - Microlinyphia mandibulata punctata (Chamberlin & Ivie, 1943) — USA, Canada
- Microlinyphia pusilla (Sundevall, 1830)[3] — Regione olartica
  - Microlinyphia pusilla quadripunctata (Strand, 1903) — Norvegia
- Microlinyphia simoni van Helsdingen, 1970 — Madagascar
- Microlinyphia sterilis (Pavesi, 1883) — Africa centrale, orientale e meridionale; Cina
- Microlinyphia zhejiangensis (Chen, 1991) — Cina

### Sinonimi
- Microlinyphia africanibia (Strand, 1913); trasferita dal genere Linyphia e posta in sinonimia con M. sterilis (Pavesi, 1883) a seguito di un lavoro di van Helsdingen del 1970[1].
- Microlinyphia baltistana (Caporiacco, 1934); trasferita dal genere Linyphia e posta in sinonimia con M. pusilla (Sundevall, 1830) a seguito di un lavoro di van Helsdingen del 1970[1].
- Microlinyphia bonita (Chamberlin & Ivie, 1943); posta in sinonimia con M. pusilla (Sundevall, 1830) a seguito di un lavoro di van Helsdingen del 1970.
- Microlinyphia carnica (Caporiacco, 1922); trasferita dal genere Linyphia e posta in sinonimia con M. pusilla (Sundevall, 1830) a seguito di un lavoro di van Helsdingen del 1970.
- Microlinyphia cayuga (Emerton, 1914); posta in sinonimia con M. impigra (O. P.-Cambridge, 1871) a seguito di un lavoro di Wiehle del 1956, quando gli esemplari erano classificati nel genere Linyphia[1].
- Microlinyphia inexplicabilis (Denis, 1941); posta in sinonimia con M. johnsoni (Blackwall, 1859) in un lavoro di Wunderlich (1987a)[1].
- Microlinyphia interpolis (O. P.-Cambridge, 1904); trasferita dal genere Linyphia e posta in sinonimia con M. sterilis (Pavesi, 1883) a seguito di un lavoro di van Helsdingen del 1970[1].
- Microlinyphia lineata (Blackwall, 1862); trasferita dal genere Tetragnatha e posta in sinonimia con M. johnsoni (Blackwall, 1859) in un lavoro di Wunderlich (1987a).
- Microlinyphia maeklini (Thorell, 1875); trasferita dal genere Linyphia e posta in sinonimia con M. impigra (O. P.-Cambridge, 1871) a seguito di un lavoro di van Helsdingen del 1970.
- Microlinyphia mandibulata provoana (Chamberlin & Ivie, 1943); posta in sinonimia con M. mandibulata (Emerton, 1882) a seguito di un lavoro di van Helsdingen del 1970[1].
- Microlinyphia parenzani (Caporiacco, 1932); trasferita dal genere Lepthyphantes e posta in sinonimia con M. pusilla (Sundevall, 1830) a seguito di un lavoro di van Helsdingen (1982b)[1].
- Microlinyphia ramblae Schmidt, 1975; posta in sinonimia con M. johnsoni (Blackwall, 1859) in un lavoro di Wunderlich (1987a).
- Microlinyphia singularis (Caporiacco, 1949); posta in sinonimia con M. sterilis (Pavesi, 1883) a seguito di un lavoro di van Helsdingen del 1970.
- Microlinyphia suspiciosa (Pavesi, 1883); trasferita dal genere Linyphia e posta in sinonimia con M. sterilis (Pavesi, 1883) a seguito di un lavoro di van Helsdingen del 1970[1].